# Marbriano de Orto
Marbriano de Orto (geboren in 1460 in het bisdom Doornik - februari 1529 of voordien nog in Nijvel; als Marbriano Dujardin ?) was een Brabantse of Henegouwse polyfonist en zanger. 

## Leven en afkomst
Marbriano de Orto werd geboren als onwettige zoon van een priester. Zijn achternaam „Dujardin“ is verlatijnst tot „de Orto“. Zijn opleiding zou hij aan de kerken van het bisdom Doornik hebben gekregen. 
In december 1483 werd hij zanger bij de pauselijke kapel, waar hij drie pausen diende: paus Sixtus IV, paus Innocentius VIII en paus Alexander VI. De kapel telde 18 tot 20 musici, overwegend afkomstig uit de Nederlanden. Gedurende de liturgie zongen ze koralen en slechts zelden werd meerstemmige muziek gebracht. Het koor zong niet enkel in de Sixtijnse Kapel, maar ook in andere kerken, wanneer de paus de mis opdroeg, vaak in de private sfeer. De voornaamste componisten van de kapel waren toen Josquin Desprez die er verbleef van september 1486 tot 1494, en Gaspar van Weerbeke, aantoonbaar in de periode 1481–1489 en opnieuw tot ongeveer 1499. 
Bijzondere steun ontving De Orto van Innocentius VIII, die hem prebenden toekende en die ervoor zorgde dat de Orto’s zonde-door-onwettige-geboorte werd kwijtgescholden. Ook verkreeg de Orto in december 1486 een levenslange, jaarlijkse uitkering uit inkomsten van het bisdom Doornik. In twee pauselijke bullen van 30 juli 1496 werd over De Orto gesproken als over de deken van Nijvel; uit documenten van die tijd kunnen we opmaken dat de benoeming overigens op tegenstand is gestoten. Het ambt moet De Orto ergens tussen 1489 en 1496 zijn toegekend. Hij is echter pas na 1499 uit Rome vertrokken om zich in Nijvel te vestigen. 
In Nijvel was het middelpunt van De Orto’s leven de Sint-Gertrudiskerk; tot het eind van zijn leven onderhield hij met de kerk betrekkingen. Daarvan getuigen talrijke geschenken, waarvan de kostbare, nog tot op heden in de kerk tentoongestelde, bronzen relikwieënkist getuigenis aflegt.
Op 24 mei 1505 werd De Orto zanger in de kapel van Filips de Schone. De hertog legitimeerde hem niet enkel, maar benoemde hem ook meteen tot zijn premier chappelain, een uiting van bijzondere waardering. 
De Orto begeleidde de hertog op zijn laatste reis naar Spanje. De reis, waaraan ook Alexander Agricola, Pierre de la Rue, Nicholas Champion en Antonius Divitis deelnamen, begon op 10 januari 1506. Er werd over water gereisd; zangers en instrumentalisten hadden een eigen schip. Stormweer dreef op 13 januari 1506 een deel van de vloot, ook het schip van de musici, naar Falmouth. Heel erg waarschijnlijk had De Orto tijdens de storm de gelofte afgelegd de „Vita Gertrudis“ in het Latijn en het Frans te vertalen. Op 27 april 1506 landde de vloot in La Coruña. Filips en zijn gevolg trokken voor de zomer naar Valladolid en Burgos, waar de hertog op 25 september 1506 aan koorts bezweek.
Al gauw na Filips dood keerde De Orto naar de Nederlanden terug en was daar de latere keizer Karel V, des hertogs zoon voor wie Margaretha van Oostenrijk nog het regentschap voerde, bij de reorganisatie van de hofkapel behulpzaam. Volgens een document van 1509 was De Orto „eerste kapelaan“ van Karel. Dit ambt wisselde hij in de periode van 1510 tot 1517 om de zes maanden met Anthoine de Berghes. Deze wisselbeurt had met De Orto’s verblijfsplichten in verschillende kerken te maken. In 1510 wordt hij als kanunnik aan de Onze-Lieve-Vrouwekathedraal (Antwerpen) aangesteld, en in 1513 verbindt eenzelfde functie hem aan de Sint-Goedelekerk in Brussel. 
Ofschoon zijn naam in een betaallijst van 21 juni 1517 is doorgestreept, tekent hij in een document van 18 mei 1518 nog steeds als „kanselier en eerste kapelaan van Karel“. In 1522 bleef hem omwille van zijn leeftijd de taak bespaard Karel V op zijn reis van Engeland naar Spanje te begeleiden.
Marbriano de Orto stierf in februari 1529 of kort voor die datum. Hij werd in de Sint-Gertrudiskerk in Nijvel begraven. Zijn grafsteen werd in 1940 tijdens bombardementen op de stad vernield.

## Het werk

### Missen
1. Missa dominicalis
2. Missa J’ay pris amours (2 credo’s zijn bewaard)
3. Missa La belle se sied
4. Missa L’homme armé
5. Missa Petita camusetta (Mi-mi)
6. Missa sine nomine

### Fragmenta missarum
1. Kyrie in honorem beatissime virginis
2. Credo Le serviteur
3. Credo (vijfstemmig)

### Motetten
1. Ave Maria gratia plena
2. Ave Maria mater gracie
3. Da pacem Domine
4. Descendi in ortum meum (Superius verloren)
5. Domine non secundum
6. Salve regis mater/Hic est sacerdos (naar aanleiding van de kroning tot paus van Alexander VI op 26 augustus 1492. Anoniem overgeleverd, maar met grote waarschijnlijkheid van De Orto)

### Liturgische werken
1. Lamentatio Jeremie prophete
2. Lucis creator optime
3. Ut queant laxis (Vers 2, Nuncius celso, door Guillaume Dufay gecomponeerd)

### Chansons
1. D’ung aultre amer
2. Et il y a trois dame a Paris (Les troys filles de Paris)
3. Fors seulement
4. Je ne suis poinct (Bassus verloren, maar waarschijnlijk met tenor in de canon)
5. Mon mary m’a diffamée
6. Se je perdu mon amy
7. Venus tu m’a pris

### Andere werken
1. Dulces exuviae (Tekst: Vergilius, Aeneïs IV 651-654); La mi la sol (tekstloos)

- Bibliothèque nationale de France: cb14035223r (data)
- Gemeinsame Normdatei: 123166896
- International Standard Name Identifier: 0000 0001 1444 9376
- Library of Congress Control Number: n86050191
- MusicBrainz: 83a6be51-1ae9-477a-bc43-c9443d4b1bb2
- Nationale Bibliotheek van Israël: 987007439918905171
- Nederlandse Thesaurus van Auteursnamen: 131472151
- Istituto Centrale per il Catalogo Unico: LO1V173988
- SNAC: w6f26bs8
- Système universitaire de documentation: 125079338
- Virtual International Authority File: 56810510
- WorldCat: E39PBJtH3BqvxTM8TvvhJwrpfq